# Iota Crateris
Ioda Crateris (ι Crateris) là định danh Bayer của một hệ sao đôi nằm trong một chòm sao phương nam tên là Cự Tước. Do cấp sao biểu kiến của nó là 5,48, nên khi ta quan sát bằng mắt thường, ta sẽ thấy nó mờ nhạt trên bầu trời. Nếu ở vùng ngoại ô, nơi có mức ô nhiễm ánh sáng thấp hơn thành thị nhiều lần, ta có thể nhìn thấy nó rõ hơn. Dựa trên giá trị thị sai đo được từ trái đất là 37,41 mas, ngôi sao này có khoảng cách với mặt trời là 87 năm ánh sáng.
Nếu ước tính một cách thô thì chu kì quỹ đạo của hệ sao đôi này là 79000 năm. Ngôi sao thứ nhất, tạm gọi là A, là một ngôi sao nằm trong dãy chính loại F với phân loại quang phổ của nó là F6,5 V. Nó tạo ra năng lượng từ sự hợp thành nhiệt hạch của hydro bên trong vùng lõi của nó. Tuổi của nó trong khoảng 4,45 tỉ năm với khối lượng của nó gấp khoảng 1,19 lần khối lượng mặt trời . Nhiệt độ hiệu dụng phát ra từ nơi quang cầu của nó là 6230 Kelvin.
Ngôi sao thứ hai, tạm gọi là B, là một ngôi sao lùn đỏ với phân loại có thể là M3. Tuy nhiên khối lượng của nó là khoảng 0,57 lần khối lượng mặt trời nên có lẽ M0 là phân loại phù hợp hơn.

## Dữ liệu hiện tại
Theo như quan sát, đây là hệ sao nằm trong chòm sao Cự Tước và dưới đây là một số dữ liệu khác:
Xích kinh 11h 38m 40.01668s
Độ nghiêng −13° 12′ 06.9963″
Cấp sao biểu kiến 5.48
Cấp sao tuyệt đối +3.33
Vận tốc hướng tâm 26.6 ± 0.3 km/s
Giá trị thị sai 37.41 ± 0.30 mas